# Слободно дишем
Слободно дишем је други студијски албум хрватског поп-рок певача Луке Нижетића, издат 2007. године за Менарт. Албум је поред хрватског, имао издање и у Босни и Херцеговини. Једну песму на албуму написао је Дино Мерлин. На албуму се налази Права љубав, дует са Ланом Јурчевић, који је био регионални хит, и за који је снимљен музички спот.

## Списак песама
| №   | Назив                           | Текст          | Музика         | Трајање |  |
| 1.  | Пусти ме у сан                  | Милана Влаовић | Милана Влаовић | 3:03    |  |
| 2.  | Слободно дишем                  | Дино Шаран     | Дино Шаран     | 4:44    |  |
| 3.  | Само ми реци да (љепотице мала) | Дино Шаран     | Дино Шаран     | 3:14    |  |
| 4.  | У мислима                       | Дино Шаран     | Дино Шаран     | 5:42    |  |
| 5.  | Море                            | Дино Шаран     | Дино Шаран     | 3:31    |  |
| 6.  | Ја ти куцам                     | Дино Шаран     | Дино Шаран     | 3:48    |  |
| 7.  | Рибице, гирице                  | Петар Белухан  | Владо Мирчета  | 3:40    |  |
| 8.  | Сродне душе                     | Ђани Перван    | Ђани Перван    | 4:23    |  |
| 9.  | Да ме заволиш                   | Милана Влаовић | Милана Влаовић | 3:40    |  |
| 10. | Ево ти љубав                    | Дино Мерлин    | Дино Мерлин    | 3:52    |  |
| 11. | Јутарња еротика                 | Лука Нижетић   | Лука Нижетић   | 3:15    |  |
| 12. | Права љубав                     | Милана Влаовић | Милана Влаовић | 3:53    |  |